# Курська духовна семінарія РПЦ МП
Курська духовна семінарія РПЦ МП — вищий духовний навчальний заклад Курської і Білгородська єпархії Російської православної церкви, що готує священно- і церковнослужителів.

## Історія
У 1990 році стараннями архієпископа Курського і Білгородського Ювеналія (Тарасова) було відкрито духовне училище з двома відділеннями — пастирським (з трирічної програмою навчання) і регентським (з дворічною програмою навчання).
25 грудня 1991 постановою Священного Синоду та Патріарха Алексія II Курське духовне училище було перетворено в Курську духовну семінарію з чотирирічним навчанням.
У 1994 році семінарія виступила засновником Курської православної гімназії в ім'я преподобного Феодосія Печерського.
У 1999 році семінарія перейшла на п'ятирічне навчання і отримала статус вищого духовного навчального закладу.

## Ректори
- ігумен Іоанн (Попов) (1991-1993)
- архімандрит Варнава (Дробишев) (26 грудня 1995 — 18 липня 1999)
- протоієрей Михайло Шурпо (18 липня 1999 — квітень 2001)
- митрополит Ювеналій (Тарасов) (2001 — 17 серпня 2004)
- митрополит Герман (Моралін) (серпень 2004 — 25 грудня 2014)
- архімандрит Симеон (Томачинський) (з 25 грудня 2014 року)